# The Gardens Between
The Gardens Between es un videojuego de rompecabezas desarrollado por el estudio australiano The Voxel Agents, lanzado en septiembre de 2018 para Microsoft Windows, MacOS, Linux, Nintendo Switch, PlayStation 4 y Xbox One.

## Resumen
El juego se centra en las adolescentes Arina y Frendt, una niña y un niño que viven uno al lado del otro y se han convertido en amigos cercanos desde que la familia de Arina se mudó a la zona. Una noche lluviosa, los dos se escabullen y se esconden en su casa del árbol, construida en una pequeña plaza ajardinada al lado de ambas casas. En medio de una tormenta, ven que se forma una esfera de luz frente a ellos, lo que de repente hace que la casa del árbol caiga en un vasto océano de ensueño con pequeñas islas formadas por sus experiencias compartidas. Navegan entre las islas en la casa del árbol para iluminar cada portal en la parte superior, y finalmente a una isla central y un gran portal, juntos; A medida que avanzan, el clima de este espacio onírico se vuelve nublado y luego lluvioso. Una vez iluminadas, todas las islas colapsan en el océano, dejándolas en su casa del árbol. Cuando llega la mañana siguiente, Arina y Frendt se están abrazando, ya que la familia de Frendt se está mudando. Los dos se despiden cuando la familia de Frendt se marcha.
El juego consta de unos veinte niveles abstractos, agrupados en conjuntos de dos o tres niveles cada uno, cada uno influenciado por los recuerdos de la amistad de Arina y Frendt. Arina obtiene el control de una linterna mágica que puede transportar una esfera de luz, que es necesaria para activar un portal al siguiente nivel, mientras que Frendt tiene la capacidad de hacer sonar campanas de viento que abren o cierran flores que proporcionan la luz para la linterna. , además de interactuar con un dispositivo que manipula el flujo de tiempo para algunos objetos. Los obstáculos en el entorno incluyen pequeños cubos que saltan sobre el nivel, pero que también pueden transportar obstáculos de la linterna de Arina, flores que emiten una luz negra que roba esferas de luz que se acercan y una niebla púrpura que es sólida cuando la luz no está presente. pero se vuelve intangible cuando la luz está cerca.
Si bien el camino hacia el portal en la parte superior de cada nivel es sencillo, el juego trata de manipular el flujo del tiempo. El jugador no mueve directamente a los personajes, sino que hace que su proceso avance o retroceda en el tiempo, lo que hará que la pareja avance o retroceda a lo largo del camino. Sin embargo, las interacciones de Arina y Frendt con el medio ambiente siguen siendo mutables con el tiempo. Por ejemplo, el jugador puede necesitar que Arina trabaje hacia adelante a tiempo para agarrar una esfera de luz para la linterna, mover el tiempo hacia atrás para que la coloque en un cubo que salta, y luego continuar avanzando para pasar un puente de niebla para recordar Cubo más tarde. El jugador no puede avanzar el tiempo ni pasar un punto donde Arina o Frendt no pueden progresar. Otras soluciones pueden requerir un pensamiento lateral que reconozca cómo pueden funcionar las diversas manipulaciones de flujo de tiempo.
Una vez que el jugador ha completado un conjunto de niveles, se le presenta una breve escena de Arina y Frendt involucrados en estas actividades, donde se puede encontrar un cubo de salto oculto utilizando controles de manipulación de tiempo similares. Esto completa una constelación, que una vez que se completa el nivel final, se funde en una memoria final.

## Desarrollo
The Gardens Between fue desarrollado por el estudio australiano The Voxel Agents. El diseñador y animador principal Josh Alan Bradbury declaró que el juego debía ser una alegoría de cómo se mira a los amigos de la infancia cuando crecen. Bradbury describió cómo Arina y Frendt no son necesariamente los amigos más compatibles: Arina se muestra más aventurera y extrovertida, mientras que Frendt es tímido y busca actividades intelectuales, y como adulto puede tener poco sentido cómo desarrollaron una amistad, pero a través de la lente de sus recuerdos compartidos de la infancia, uno puede ver cómo se desarrolló su amistad. La mecánica de manipulación del tiempo era representativa de tratar de revivir estos recuerdos de la infancia, recorriéndolos de un lado a otro para recordarlos correctamente. En otra entrevista, el productor ejecutivo y diseñador de niveles Simon Joslin reveló que la mecánica de manipulación del tiempo comenzó con la idea de convertir la interfaz de la línea de tiempo de la película Minority Report en un juego. "La experiencia de usar una línea de tiempo para revisar e inspeccionar escenarios se sintió fascinante y embrionaria de experiencias intrincadas y burlonas".
La banda sonora del juego fue compuesta por Tim Shiel.
El juego fue lanzado en las consolas Microsoft Windows, MacOS, Linux, Nintendo Switch y PlayStation 4 el 20 de septiembre de 2018, en Xbox One el 29 de noviembre de 2018, y para dispositivos IOS el 17 de mayo de 2019.

## Recepción
The Gardens Between recibió críticas "mixtas o promedio" para PS4 y revisiones "generalmente favorables" para PC y Switch, según el agregador de revisiones Metacritic.
Michael Moore de La Verge consideró cómo The Gardens Between presentado un tipo de física teórica en relación con diferentes puntos de vista cuando se habla de la posibilidad de viajar en el tiempo, como lo Arina y Frendt sería testigo sería drásticamente diferente de lo que el jugador testigos u otro potencial perspectivas en el juego.
The Gardens Between ganó el premio al "Juego del año" en los Premios de desarrollo de juegos australianos de 2018, y fue nominado para el "Juego desarrollado del año de Australia" en los Premios de juegos australianos. También fue nominado para "Gamer's Voice: Video Game" en los SXSW Gaming Awards, y ganó el premio por "Mejor Juego de Lógica" en los Webby Awards 2019, mientras que su otra nominación fue para "Mejor Dirección de Arte". También fue nominado a "Mejor Logro Audio/Visual" en los Pocket Gamer Mobile Games Awards,
- Datos: Q56808989

1. 1 2  Castello, Jay (19 de septiembre de 2018). «Wot I Think: The Gardens Between». Rock, Paper, Shotgun (en inglés estadounidense). Consultado el 23 de julio de 2020.
2. 1 2  Campbell, Colin (19 de septiembre de 2018). «The Gardens Between is a magical journey that’s well worth your time». Polygon (en inglés). Consultado el 23 de julio de 2020.
3. ↑  Amini, Tina. «Indie game reveals the sad truth about your childhood friendships». Mashable (en inglés). Consultado el 23 de julio de 2020.
4. ↑  «How The Gardens Between Was Inspired by The Minority Report». whatoplay.com (en inglés). Consultado el 23 de julio de 2020.
5. ↑  «Buy The Gardens Between». Microsoft Store (en inglés estadounidense). Consultado el 23 de julio de 2020.
6. ↑  «The Gardens Between for iOS Game Reviews». whatoplay.com (en inglés). Consultado el 23 de julio de 2020.
7. ↑  «The Gardens Between». Metacritic (en inglés). Consultado el 23 de julio de 2020.
8. ↑  «The Gardens Between». Metacritic (en inglés). Consultado el 23 de julio de 2020.
9. ↑  «The Gardens Between». Metacritic (en inglés). Consultado el 23 de julio de 2020.
10. ↑  Moore, D. M. (30 de septiembre de 2018). «The Gardens Between is an unexpected lesson in theoretical physics». The Verge (en inglés). Consultado el 23 de julio de 2020.
11. ↑  Hollingworth, David (25 de octubre de 2018). «Hollow Knight team named Studio of the Year at the Australian Game Development Awards». PC Gamer (en inglés estadounidense). Consultado el 23 de julio de 2020.
12. ↑  «News». Australian Games Awards (en inglés australiano). Consultado el 23 de julio de 2020.
13. ↑  «Announcing the 2019 SXSW Gamer’s Voice Award Nominees! - SXSW Gaming». web.archive.org. 12 de abril de 2019. Archivado desde el original el 12 de abril de 2019. Consultado el 23 de julio de 2020.
14. ↑  Liao, Shannon (23 de abril de 2019). «Here are all the winners of the 2019 Webby Awards». The Verge (en inglés). Consultado el 23 de julio de 2020.
15. ↑  «NEW Webby Gallery + Index». NEW Webby Gallery + Index (en inglés). Consultado el 23 de julio de 2020.